# Runaway Love (EP)
| Críticas profissionais        | Críticas profissionais |
| Avaliações da crítica         | Avaliações da crítica  |
| Fonte                         | Avaliação              |
| ----------------------------- | ---------------------- |
| Allmusic                      | [ 1 ]                  |
| Robert Christgau              | A-                     |
| Entertainment Weekly          | A-                     |
| The Rolling Stone Album Guide | [ 4 ]                  |
| Vibe                          | Favorável              |

"Runaway Love" é um EP do grupo feminino americano En Vogue, lançado em 1993 pela Eastwest Records. O EP seguiu depois do álbum multi-platina Funky Divas, em 1992. O EP contém a faixa-título, "Runaway Love" com participação de FMob, conhecidos como Thomas McElroy e Denzil Foster.

## Performance comercial
O single, autointitulado "Runaway Love", rapidamente se tornou um sucesso no Pop e R&B dos EUA, o EP ganhou sucesso comercial e atingiu o top 20 nos Top R&B Albums da Billboard, apesar de ter atingido o pico 49 na Billboard 200. Também incluiu-se a colaboração hit com Salt-N-Pepa, intitulado "Whatta Man", um hit top cinco na Billboard Hot 100 e Top R&B Songs. O EP também apresenta novos remixes de "Whatta Man", "Desire" e "Hip Hop Lover" do álbum Funky Divas.

## Faixas
| N.º | Título                                             | Compositor(es)                        | Produtor(es)                     | Duração |  |
| 1.  | "Runaway Love (E.P. Version)" (featuring FMob)     |                                       |                                  | 4:58    |  |
| 2.  | "Whatta Man" (Salt-N-Pepa]] - featuring En Vogue)  | Cheryl James Dave Crawford Hurby Azor | Hurby "Luv Bug" Azor Salt-N-Pepa | 4:54    |  |
| 3.  | "Hip Hop Lover (Hip Hop Remix)"                    |                                       |                                  | 4:18    |  |
| 4.  | "Desire (Dancehall Remix)"                         |                                       |                                  | 3:57    |  |
| 5.  | "What Is Love (Club Mix)"                          |                                       |                                  | 5:35    |  |
| 6.  | "Runaway Love (Extended Version)" (featuring FMob) |                                       |                                  | 5:36    |  |